# Chris Froome
Christopher (Chris) Froome OBE (Nairobi, 20 mei 1985) is een in Kenia geboren Brits wielrenner. Hij rijdt voor Israel-Premier Tech waar hij sinds 2021 onder contract staat. Froome won alle drie de grote rondes: in 2013, 2015, 2016 en 2017 de Ronde van Frankrijk, in 2011 en 2017 de Ronde van Spanje en in 2018 de Ronde van Italië.

## Biografie

### Jeugd
Froome werd geboren in de Keniaanse hoofdstad Nairobi als zoon van Britse ouders. Toen hij 13 jaar oud was, reed hij zijn eerste wielerwedstrijd. Op 14-jarige leeftijd verhuisde hij naar Zuid-Afrika, waar hij naar school ging in Bloemfontein en later in Johannesburg. Daar begon Froome ook fanatiek deel te nemen aan wielerkoersen. Zijn talent bleek vooral te liggen bij het klimmen, maar hij kon ook al redelijk tijdrijden.
In 2006 nam Froome voor Kenia deel aan de Gemenebestspelen, waar hij in de tijdrit de zeventiende plaats behaalde. Later dat jaar reed hij bij de beloften op de wereldkampioenschappen. Hier viel hij vooral op door direct na zijn start in de tijdrit in botsing te komen met een medewerker. Ondanks dit incident behaalde Froome uiteindelijk nog een 36ste plaats.

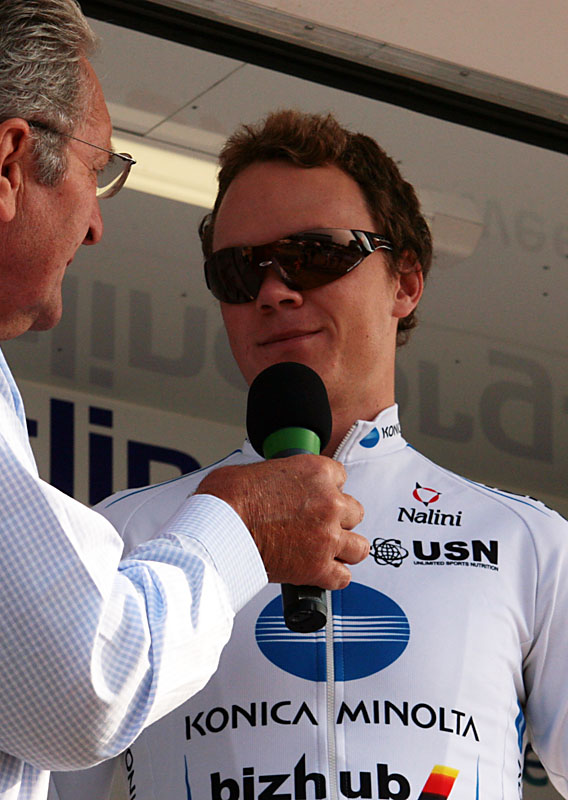
Froome in 2007 aan het begin van zijn profcarrière

### Begin profcarrière
In 2007 werd Froome op 22-jarige leeftijd professioneel wielrenner bij het kleine Zuid-Afrikaanse Team Konica Minolta. Hiervoor brak hij zijn studie economie aan de Universiteit van Johannesburg af. Hij nam deel aan wedstrijden in de UCI Nations Cup en reed in mei 2007 zijn eerste meerdaagse ronde, de Giro delle Regioni. Hierin won hij meteen een etappe. Ook won hij de koers Mi-Août Bretonne en een etappe in de Ronde van Japan. In de wegwedstrijd van de Afrikaanse Spelen sleepte Froome de bronzen medaille in de wacht.
In 2008 maakte Froome de overstap naar Team Barloworld en reed hij voor het eerst een aantal voorjaarsklassiekers, zoals Gent-Wevelgem en Luik-Bastenaken-Luik. Ook maakte hij, als eerste Keniaan in de geschiedenis, zijn debuut in de Ronde van Frankrijk, waar hij reed met ploeggenoten als Félix Cárdenas, Baden Cooke, Robert Hunter en kopman Mauricio Soler. Froome reed de ronde uit en behaalde in het eindklassement de 84ste plaats. In het jongerenklassement werd hij elfde.
Vanaf 2009 ging Froome, die zich meer Brit dan Keniaan voelt, officieel rijden onder de vlag van het Verenigd Koninkrijk. Hij won een etappe in de Ronde van de Kaap en nam ook deel aan de Ronde van Italië, waarin hij als 36ste eindigde.
In 2010 werd Froome ingelijfd bij de Britse ploeg Sky. Hij reed voor het tweede jaar op rij de Ronde van Italië, maar werd daarin geplaagd door een knieblessure. In de negentiende etappe werd hij uit de wedstrijd gezet nadat hij zich tijdens de beklimming van de Mortirolo had vastgehouden aan een motor. Later in het seizoen won Froome zilver op het Brits kampioenschap tijdrijden, achter zijn ploegmaat Bradley Wiggins. Hij vertegenwoordigde het Verenigd Koninkrijk ook bij de Gemenebestspelen, waar hij vijfde werd op de tijdrit.

### Ronde van Spanje 2011
In het voorjaar van 2011 presteerde Froome erg wisselvallig met top 15-klasseringen in de Ronde van Castilië en León en de Ronde van Romandië, een 47ste plaats in de Ronde van Zwitserland en een 85ste plaats in de Ronde van Polen. Later in het seizoen beleefde hij echter zijn grote doorbraak, toen hij als knecht van Bradley Wiggins meedeed aan de Ronde van Spanje. In deze ronde veroverde hij in de tiende etappe, een tijdrit, zelfs onverwachts de rode leiderstrui. Hij behield deze trui één dag, maar bleef de gehele Vuelta strijdvaardig. In de vijftiende etappe bewees Froome sterker te zijn dan zijn kopman Wiggins door van hem weg te rijden op de slotklim naar de Angliru. Drie dagen later schreef Froome tevens de zeventiende etappe op zijn naam. Uiteindelijk eindigde hij op de tweede plaats in het algemeen klassement, op slechts 13 seconden van eindwinnaar Juan José Cobo. Wiggins werd derde op 1 minuut en 26 seconden van zijn luitenant.
De snelle opkomst van Froome als ronderenner riep bij sommige critici vraagtekens op. De renner verklaarde dat hij sinds 2010 behandeld is tegen schistosomiasis. Deze ziekte zou hij al enkele jaren hebben gehad en een negatief effect hebben gehad op zijn prestaties gedurende zijn eerste profjaren.
Op 13 juni 2019 ontnam UCI Cobo zijn zege vanwege een dopingzaak. De overwinning werd daarom toegekend aan Froome.

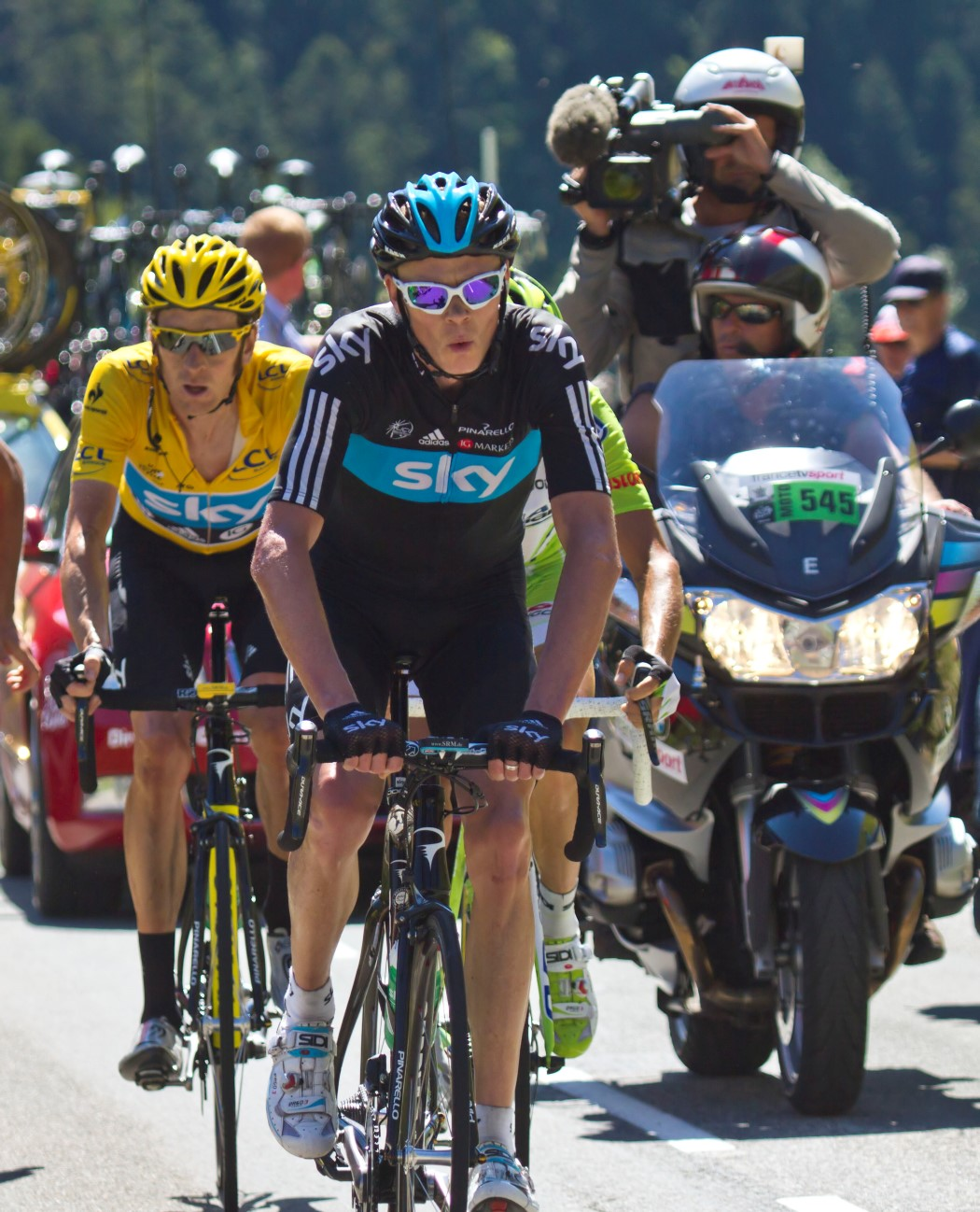
Froome als knecht voor Bradley Wiggins in de Tour van 2012

### Ronde van Frankrijk 2012
Na een moeizaam voorjaar, waarin Froome kampte met een maaginfectie en zijn terugkerende schistosomiasis, startte hij in april 2012 in de Ronde van Romandië, waar hij erin slaagde om kopman Bradley Wiggins naar de eindzege te loodsen. Hierna werd hij geselecteerd om, eveneens in dienst van Wiggins, de Ronde van Frankrijk te rijden. Na een elfde plaats in de proloog kreeg Froome in de eerste etappe te maken met een lekke band, waardoor hij meer dan een minuut verloor op geletruidrager Fabian Cancellara. Meer pech volgde in de derde etappe, waar Froome betrokken was bij een valpartij. Hij bleef echter ongedeerd en het tijdverlies dat hij leed werd uiteindelijk ongedaan gemaakt door de Tourorganisatie.
In de zevende etappe, met aankomst op La Planche des Belles Filles, was Froome de voornaamste beschermer van kopman Wiggins. In de laatste kilometer van de slotklim kon Wiggins echter niet reageren op een aanval van Cadel Evans, waarna Froome zelf de tegenaanval inzette en de etappe vervolgens won met twee seconden voorsprong op Evans en Wiggins. Het was voor Froome de eerste etappeoverwinning in de Tour en hij veroverde hiermee tevens (voor één dag) de bolletjestrui. Wiggins nam de leiding in het algemeen klassement.
Hoewel Wiggins in de beide tijdritten domineerde, werd gedurende de Tour toch meermaals duidelijk dat Froome in feite sterker was dan zijn kopman. In de elfde etappe, met aankomst op La Toussuire, reed hij op de slotklim tijdelijk weg van Wiggins, die zijn tempo niet kon volgen. De ploegleiders van Sky gaven Froome de opdracht om zich in te houden en op zijn kopman te wachten, maar desalniettemin finishte hij in de eindsprint wederom twee seconden voor Wiggins. Een zelfde soort scenario deed zich voor in de zeventiende etappe, waar Froome herhaaldelijk op Wiggins moest wachten en daarmee zijn kans op een tweede etappeoverwinning zag vervliegen. Uiteindelijk eindigde Froome als tweede in het eindklassement, op ruim drie minuten van winnaar Wiggins. Samen waren ze de eerste Britten die op het eindpodium van de Tour stonden.

### Ronde van Spanje 2012
Froome maakte deel uit van de Britse wielerploeg op de Olympische Spelen in Londen. Hij reed zowel de wegwedstrijd, waarbij hij ver in de achterhoede eindigde, als de tijdrit, waarbij hij de bronzen medaille won achter Bradley Wiggins (goud) en Tony Martin (zilver).
Na de Spelen werd Froome voor het eerst als kopman ingezet in een grote ronde, de Ronde van Spanje. De verwachtingen waren hoog en samen met Alberto Contador, Alejandro Valverde en Joaquim Rodríguez werd hij vooraf bestempeld als een van de grote favorieten voor de eindzege. Gedurende de eerste week stond Froome geruime tijd op de tweede plaats in het algemeen klassement. Hij verloor af en toe wat tijd op leider Rodríguez, maar de verschillen met zijn concurrenten bleven klein. In de elfde etappe, een individuele tijdrit, pakte Froome 37 seconden terug op Rodríguez maar verloor hij tevens 22 seconden op Contador, die hem daarmee passeerde in het klassement. Een dag later, in de twaalfde etappe, werd Froome door zowel Contador als Rodríguez verder op afstand gezet.
Vier bergritten op rij deden Froome de das om. In de veertiende etappe moest hij op de slotklim als eerste van de topfavorieten lossen. Hij hield het tijdverlies op de finishlijn beperkt tot 38 seconden, maar in de twee volgende etappes kwam hij opnieuw in de problemen en vervloog zijn kans op de zege. De zeventiende etappe betekende voor Froome het definitieve verval, toen hij binnenkwam op meer dan vijf minuten achterstand op zijn rivalen Contador en Valverde. Hij was in het klassement inmiddels naar de vierde plaats gezakt en zou die plaats uiteindelijk ook bekleden in Madrid, op meer dan tien minuten van de rode trui.

### Ronde van Frankrijk 2013
Froome kende in 2013 een succesvol voorjaar waarin hij verschillende etappekoersen op zijn naam schreef. Hij won in februari de Ronde van Oman door Alberto Contador en Cadel Evans te verslaan en was tevens de sterkste in de Ronde van Romandië, waarin hij van begin tot eind in de leiderstrui reed. Ook won hij het Internationaal Wegcriterium en het Critérium du Dauphiné. In maart had Froome ook zicht gehad op de eindwinst in de Tirreno-Adriatico, maar hier verloor hij nipt van Vincenzo Nibali en eindigde als tweede.
Met deze overtuigende resultaten op zak startte Froome als topfavoriet in de honderdste Ronde van Frankrijk. Hij kende een nerveuze start en raakte in de eerste etappe direct betrokken bij een valpartij, maar bleef ongedeerd. In de achtste etappe, de eerste bergrit van deze Tour, deelde Froome vervolgens een mokerslag uit aan zijn concurrentie. Met hulp van zijn knechten Richie Porte en Peter Kennaugh wist hij op Ax-3 Domaines het gros van de klassementrenners te lossen en slaagde hij erin een aanval van de Colombiaan Nairo Quintana ongedaan te maken. Froome won uiteindelijk de etappe met 1'45" voorsprong op Contador en Quintana. Het leverde hem, voor het eerst in zijn carrière, de gele trui op.

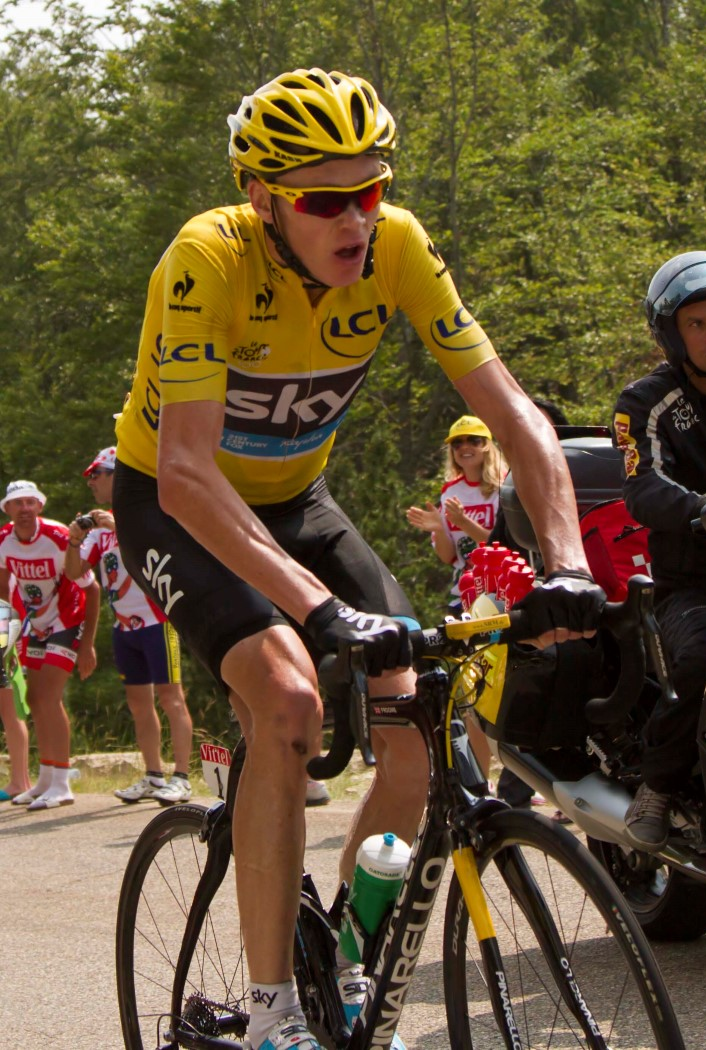
Froome op weg naar de Mont Ventoux

In de negende etappe, opnieuw een bergrit, kwam Froome al vroeg zonder ploegmaats te zitten wegens een offensief van het Movistar Team van Quintana en Valverde. Ondanks deze isolatie wist hij zich echter wel staande te houden. Drie dagen later, in de individuele tijdrit, eindigde Froome achter Tony Martin op de tweede plaats en zette hij zijn rivalen op grote achterstand: Contador en Valverde verloren twee minuten, Quintana verloor er meer dan drie. In de dertiende etappe wist Contador meer dan een minuut terug te pakken nadat Froome door waaiers op afstand was gereden, maar Froome behield een comfortabele voorsprong in het algemeen klassement.
De vijftiende etappe leidde het peloton naar de Mont Ventoux. Hier liet Froome zijn knechten Kennaugh en Porte een strak tempo rijden waardoor vele concurrenten al vroeg op de klim werden gelost. Alleen Contador kon volgen, maar toen Froome op 7 kilometer van de top demarreerde, moest ook hij passen. Froome haakte vervolgens aan bij de eerder ontsnapte Quintana, met wie hij samenwerkte tot de laatste kilometer. Daar liet hij Quintana achter om vervolgens solo zijn derde Touretappe te winnen. Het machtsvertoon van Froome op de Ventoux was dermate groot, dat sommige media speculeerden over dopinggebruik. Op een persconferentie, daags na zijn zege, reageerde Froome geïrriteerd op die kritiek:
“Het is vrij triest dat wij hier zitten, de dag na de grootste zege in mijn leven, een historische overwinning, en praten over doping. Mijn ploeggenoten en ik hebben op vulkanen geslapen om ons hier op voor te bereiden, we zijn maanden van huis geweest, we hebben ons het schompes gewerkt om hier te komen. En hier zit ik dan, en word ik er feitelijk van beschuldigd dat ik een oplichter en leugenaar ben. That is not cool.”
Froome, die gedurende de Tour 19 keer op doping werd gecontroleerd, won ook de zeventiende etappe, een individuele tijdrit met twee beklimmingen. Hij verstevigde hiermee zijn leiding in het algemeen klassement, maar tijdens de resterende Alpenetappes bleek hij te verzwakken. In de achttiende etappe, op weg naar de Alpe d'Huez, kreeg Froome een inzinking wegens een suikertekort. Hij liet zijn ploegmaat Porte eten halen bij de ploegwagen, maar beiden kregen hiervoor een tijdstraf van 20 seconden aangezien bevoorrading binnen de laatste 20 kilometer volgens het reglement verboden is. Ondertussen slaagde Quintana erin weg te rijden en ruim een minuut op Froome te heroveren. In de twintigste etappe pakte de Colombiaan nog eens een halve minuut terug, maar dit was niet genoeg om de gele trui van Froome nog te kunnen bedreigen. Op 21 juli won Froome zijn eerste Ronde van Frankrijk. In oktober won hij tevens de Velo d'Or, de prijs voor de beste wielrenner van het jaar.

### Ronde van Frankrijk 2014

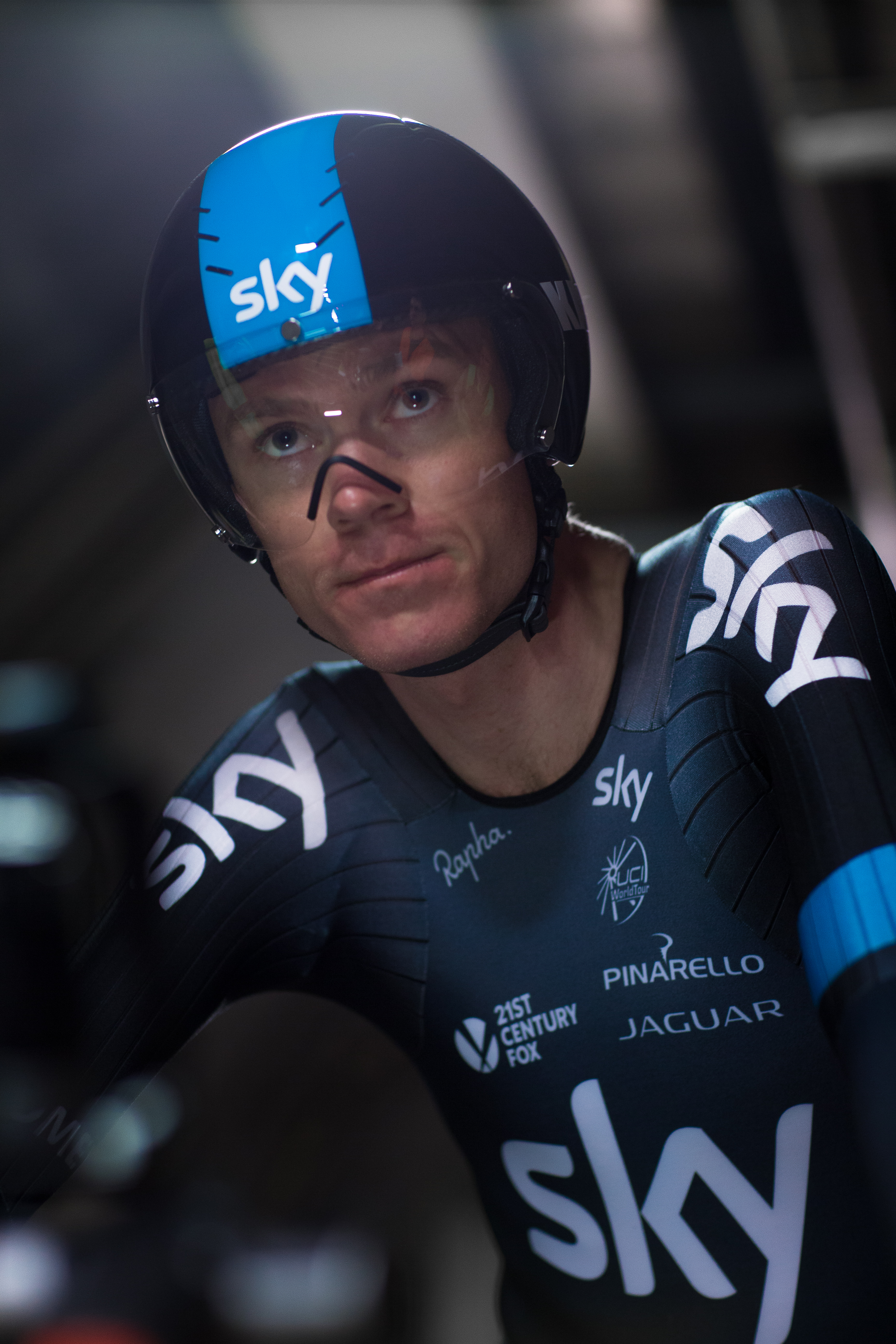
Froome in de Kanaaltunnel

In 2014 had Froome vooral te maken met pech en blessures. Hij won, net als een jaar eerder, wel de Ronde van Oman en de Ronde van Romandië, maar moest wegens rugproblemen de Tirreno-Adriatico laten schieten. Een infectie aan zijn luchtwegen weerhielden hem bovendien van deelname aan Luik-Bastenaken-Luik. Froome startte wel in het Critérium du Dauphiné, maar veroorzaakte daar enige ophef door in de tweede etappe een inhalator met salbutamol te gebruiken. Hij verklaarde bij zware inspanningen last te hebben van astma en het middel al sinds zijn kindertijd te gebruiken. Ook meldde hij dat hij hiervoor toestemming had van de UCI. Desondanks bleven insinuaties omtrent dopinggebruik aanhouden, deels omdat Froome tijdens de Ronde van Romandië ook al gebruik had gemaakt van het medicijn prednisolon. Dit middel, dat corticosteroïden bevat, zou hij hebben gebruikt om een verkoudheid te bestrijden. Ook hiervoor had de UCI toestemming gegeven, echter daarbij niet de juiste procedure gevolgd. Het WADA startte een onderzoek naar Froome. In de Dauphiné stond Froome lange tijd aan de leiding, maar na een val in de zesde etappe kwam hij bebloed over de finish. Een dag later raakte hij zijn leiderstrui kwijt aan Alberto Contador. Een slotoffensief in de laatste etappe mocht niet meer baten; Froome verloor een aantal minuten en duikelde naar de twaalfde plaats in het algemeen klassement. Het puntenklassement won hij wel.
Ter gelegenheid van het feit dat de Ronde van Frankrijk van start zou gaan in Engeland, reed Froome in juni een tijdrit door de middelste buis van de Kanaaltunnel. Hij werd hiermee een van de weinigen die ooit door deze tunnel hebben gefietst. Froome legde de afstand van ruim vijftig kilometer af in minder dan een uur en haalde een topsnelheid van 65 kilometer per uur.
Als titelverdediger werd Froome bij de start van de Ronde van Frankrijk opnieuw gezien als de voornaamste kandidaat voor de eindzege. Hij kwam de nerveuze eerste etappes in Engeland goed door, maar eenmaal in Frankrijk sloeg het noodlot toe. Vroeg in de vierde etappe liep Froome bij een valpartij diverse schaafwonden op aan zijn linkerzij en schouders. Ook moest hij kampen met een pijnlijke pols. Een dag later, in de vijfde etappe, viel hij in de stromende regen nog twee keer; de eerste val veroorzaakte schaafwonden aan de rechterkant van zijn lichaam, terwijl hij bij de tweede val weer op zijn al gekwetste linkerzij terecht kwam. Het bleek de genadeklap en Froome moest gehavend in de ploegleiderswagen stappen. Na onderzoek bleek dat hij zijn hand en pols gebroken had.

### Ronde van Spanje 2014
Na zijn opgave in de Tour maakte Froome zijn opwachting in de Ronde van Spanje, maar ook hierin kende hij pech. De ronde opende met een ploegentijdrit, waarbij Team Sky 27 seconden verloor op Team Movistar. In de zevende etappe kwam hij vervolgens ten val en moest zijn ploeg een lange achtervolging op touw zetten om hem weer terug te brengen in het peloton. In de tiende etappe, een individuele tijdrit, eindigde Froome op de tiende plaats en verloor hij 53 seconden op Alberto Contador. Hij weet dit aan het feit dat hij veel te snel vertrokken was en daardoor te vroeg zijn limiet bereikte.
Toch bleef Froome strijdlustig. In de elfde etappe, een bergrit, werd hij door zijn concurrenten meermaals gelost, maar slaagde er telkens in weer aan te sluiten. In het klassement stond hij gedurende de tweede week van de Vuelta op ruim een minuut van rodetruidrager Contador, waarmee hij kansrijk bleef voor de eindoverwinning. In de zestiende etappe, de koninginnenrit, ging Froome op de slotklim in de aanval. Hij kreeg Contador echter mee in zijn wiel en had geen antwoord toen de Spanjaard er in de laatste kilometer zelf vandoor ging. Contador won de etappe, terwijl Froome tweede werd op 15 seconden.
Ook in de resterende etappes faalde Froome om Contador serieus in de problemen te brengen, al wist hij in de achttiende etappe nog wel een handvol seconden terug te pakken. In deze rit had hij de zege voor het grijpen, maar verloor hij de eindsprint van Fabio Aru. In de twintigste etappe bestookten Froome en Contador elkaar in een laatste gevecht, waarbij Contador uiteindelijk zijn rode leiderstrui definitief veiligstelde. Froome eindigde in het eindklassement op de tweede plaats, een evenaring van zijn prestatie in de Vuelta van 2011. Na afloop gaf hij aan hier erg tevreden mee te zijn na alle tegenspoed van het voorbije seizoen. Hij kreeg tevens de prijs van de strijdlust toegekend.

### Ronde van Frankrijk 2015
Het seizoen 2015 begon voor Froome waar 2014 was opgehouden: met een duel met Alberto Contador. De twee reden allebei de Ruta del Sol en waren daarin erg aan elkaar gewaagd. Contador stond gedurende enkele etappes aan de leiding en leek af te stevenen op de zege, maar Froome won de beslissende bergrit en schreef de wedstrijd met twee seconden verschil op zijn naam. Vervolgens kreeg Froome te maken met een maaginfectie. Hierdoor moest hij de Tirreno-Adriatico voor het tweede jaar op rij afzeggen. In de Ronde van Catalonië startte hij wel, maar zonder succes. Froome verloor in een zware Pyreneeënrit 28 minuten op Contador. Hij eindigde in het eindklassement op plaats 71.
Vanwege een zware valpartij, waarbij hij meerdere schaafwonden opliep, kon Froome ook in de Waalse Pijl geen rol van betekenis spelen. Hij reed de koers echter wel uit en kwam als 123ste over de meet, op 12 minuten van winnaar Alejandro Valverde. Froome was ontgoocheld, maar bleek een week later toch voldoende hersteld te zijn om de Ronde van Romandië te rijden, de koers die hij voor het derde jaar op rij wilde winnen. Met Team Sky won hij direct de eerste etappe, een ploegentijdrit. In het verdere verloop van de wedstrijd stond Froome er steeds gunstig voor, maar imponeren deed hij niet. In de afsluitende tijdrit werd hij slechts dertiende, waardoor hij in het eindklassement niet verder kwam dan de derde plaats achter Ilnoer Zakarin en Simon Špilak.
Na het Critérium du Dauphiné, waarin hij de laatste twee etappes won en Tejay van Garderen op het laatste moment van de zege afhield, kwam Froome naar Utrecht voor de start van de Ronde van Frankrijk. In de openingstijdrit stelde hij enigszins teleur, maar in de tweede etappe koerste hij alert toen het peloton door de harde westenwind in stukken uiteen viel. Froome pakte op Neeltje Jans anderhalve minuut voorsprong op Nairo Quintana, iets wat aan het einde van de Tour beslissend bleek te zijn.

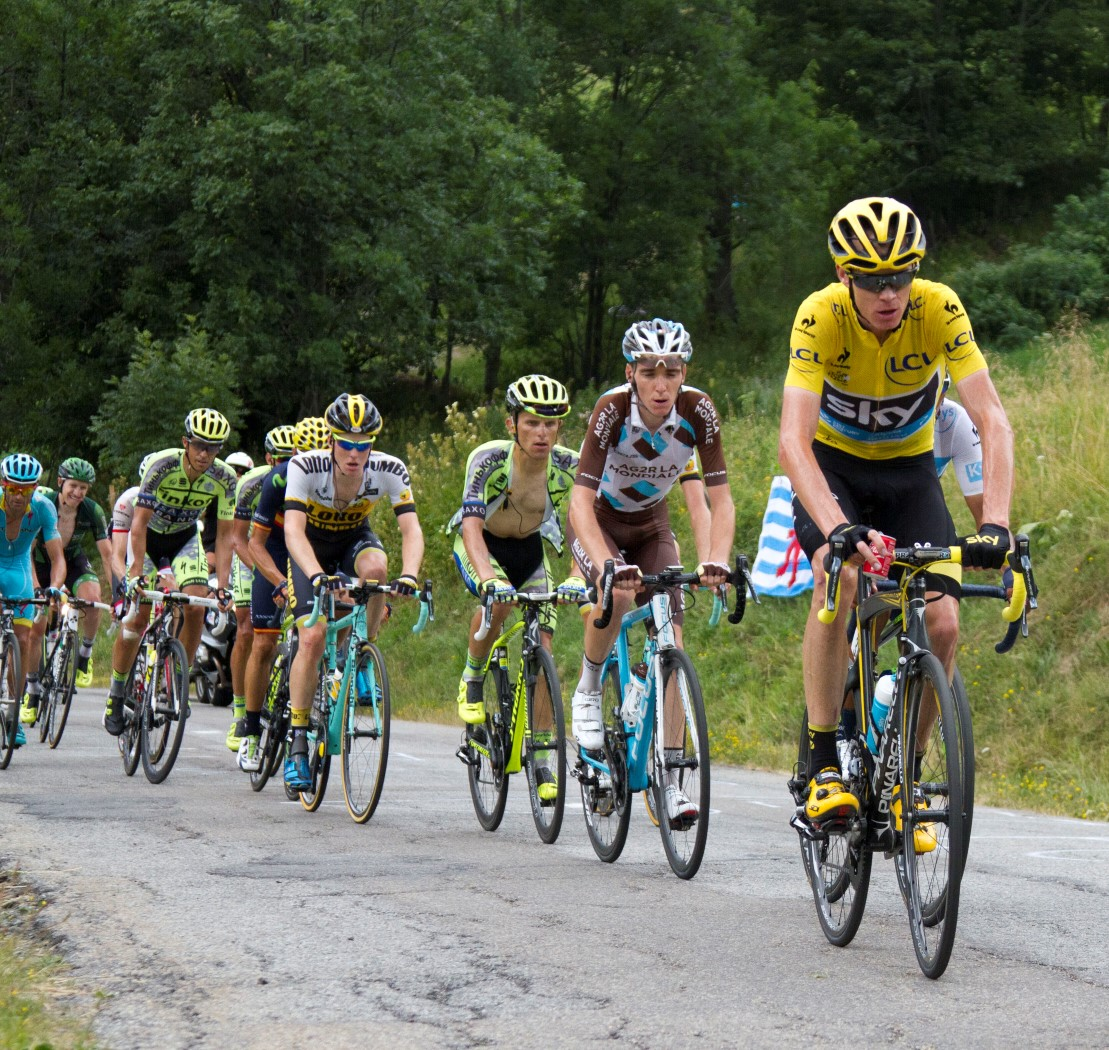
Froome tijdens de Ronde van Frankrijk 2015

De derde etappe eindigde op de Muur van Hoei, tevens de traditionele aankomstplaats van de Waalse Pijl, waar Froome in het voorjaar slechte herinneringen aan had overgehouden. Anders dan toen bleef Froome dit keer echter wel overeind. Hij moest de ritzege laten aan Joaquim Rodríguez, maar legde desondanks beslag op de gele trui. De volgende dag raakte Froome de trui weer kwijt aan Tony Martin, winnaar van de met kasseien bezaaide vierde etappe. Froome hield in het klassement stand op de tweede plaats, maar heroverde de leiding toen Martin in de zevende etappe vanwege een gebroken sleutelbeen niet van start ging. Uit respect voor Martin weigerde Froome in deze etappe de gele trui te dragen, waarvoor hij steun kreeg van de Tourdirectie. Aan het eind van de etappe kreeg Froome de trui alsnog.
Na de ploegentijdrit, waarin Team Sky slechts één seconde tekortkwam op het winnende BMC, trok het peloton naar de Pyreneeën. Hier stelde Froome in de tiende etappe meteen orde op zaken door op de slotklim, de Col de la Pierre Saint-Martin, een indrukwekkende aanval te plaatsen. Hij won de etappe en versloeg al zijn concurrenten met grote marges: Quintana verloor ruim een minuut, Contador bijna drie minuten en titelverdediger Vincenzo Nibali meer dan vier minuten. Hiermee verstevigde Froome zijn leiding in het klassement zodanig, dat de Tourzege hem al bijna niet meer kon ontgaan. Al snel bleek dit succes echter ook een keerzijde te hebben. De dominantie van Froome en Team Sky viel niet bij iedereen in de smaak en leidde tot onvrede bij sommige toeschouwers. Behalve boegeroep kreeg Team Sky ook te maken met fysieke agressie. Tijdens de veertiende etappe kreeg Froome een beker urine over zich heen, terwijl Richie Porte eerder al een klap had moeten incasseren en de ploegwagen van Sky bekogeld werd met blikjes cola. De incidenten zorgden ervoor dat de ploeg enige tijd politiebescherming kreeg. Froome reageerde emotioneel op het urine-incident. Hij noemde het walgelijk, respectloos en onaanvaardbaar. Net als Tourdirecteur Christian Prudhomme veroordeelde hij vooral de Franse media, die herhaaldelijk zinspeelden op dopinggebruik:
“Sommige journalisten berichten over de Tour en over mij op een onverantwoorde manier. Dat zorgt er mede voor dat mensen geloven dat de sport nog steeds niet clean is, dat ik niet clean ben of mijn ploeg. Wij zijn dat wel, ik weet wat ik opoffer voor mijn sport, wat ik allemaal doe. Het zijn niet langer de renners die de sport in diskrediet brengen, maar sommige journalisten. Dit incident doet pijn, maar ik ga mijn droom om de Tour de France te winnen niet opgeven omdat dit gebeurt of omdat ik verwijten naar me krijg. Dit is het gevolg van de geschiedenis van deze sport, van de vele winnaars die niet eerlijk waren en die de fans ontgoocheld hebben. Blijkbaar hoort dit er nu bij, die verwijten. Ik weet alleen dat ik eerlijk ben en dat is het belangrijkste.”
Tijdens de Alpenetappes, in de laatste week van de Tour, ontvouwde zich een zelfde soort scenario als in 2013: Froome leek enigszins te verzwakken, terwijl zijn voornaamste rivaal Quintana juist sterker werd. De Colombiaan liep in de negentiende etappe 32 seconden in op Froome en won in de twintigste etappe, op de Alpe d'Huez, nog eens anderhalve minuut terug. Dat was echter niet genoeg om de gele trui te veroveren. Froome hield in het klassement nog ruim een minuut over en won zijn tweede Ronde van Frankrijk. Tevens werd hij, als tweede Brit, winnaar van het bergklassement, na Robert Millar in 1984.

### Ronde van Spanje 2015
Minder dan een maand na zijn Tourzege stond Froome alweer aan de start van de Ronde van Spanje. Dat was opvallend, want sinds 2008 had geen enkele Tourwinnaar zich in hetzelfde jaar nog aan de Vuelta gewaagd. Het parcours leek Froome echter op het lijf geschreven en hij stak niet onder stoelen of banken dat hij kwam voor de overwinning. Tegelijkertijd gaf hij toe dat dit een moeilijke opgave was. In de historie waren slechts twee wielrenners erin geslaagd de Tour en de Vuelta in één seizoen te winnen: Jacques Anquetil in 1963 en Bernard Hinault in 1978.
Net als in de Tour kreeg Froome in Spanje te maken met zijn tegenstanders Alejandro Valverde en Nairo Quintana. Ook Fabio Aru en Joaquim Rodríguez waren van de partij om een gooi te doen naar de eindzege. Tussen deze favorieten ontstonden in de eerste week nauwelijks serieuze verschillen, hoewel Froome in de zevende etappe, de eerste bergrit met aankomst bergop, wel wat tijd verloor na een aanval van Aru. In de negende etappe maakte Froome dit verlies weer grotendeels ongedaan door in de slotfase het gros van zijn concurrenten op afstand te rijden. Even leek hij de etappezege uit het vuur te slepen, maar hij verloor de eindsprint bergop van Tom Dumoulin.

Profiel van de elfde etappe van de Vuelta, die Froome reed met een gebroken voet

De elfde etappe was een lastige bergrit die verreden werd in Andorra. Er moesten zes cols worden beklommen en Froome omschreef de etappe vooraf als de zwaarste die hij ooit in een grote ronde voorgeschoteld kreeg. Door velen werd Froome wel als de topfavoriet voor de etappezege gezien, maar hij kwam al voor de eerste beklimming ten val. Hierbij blesseerde hij zijn rechtervoet en pas na een lange achtervolging wist hij het peloton weer te bereiken. Later in de etappe, op de flanken van de Collada de la Gallina, werd Froome definitief gelost. Hoewel de gevolgen van zijn valpartij aanvankelijk niet ernstig leken, speelde het incident hem nu toch parten. Froome reed de etappe nog wel uit, maar verloor vele minuten op al zijn concurrenten en zakte in het klassement naar de vijftiende plaats op 7,30" van rodetruidrager Aru.
De volgende dag werd na een MRI-scan bekend dat Froome een middenvoetsbeentje gebroken had. Hierdoor moest hij de Vuelta noodgedwongen verlaten. Ook zijn programma voor de rest van het seizoen, waaronder deelname aan het WK, was hiermee van de baan.

### Ronde van Frankrijk 2016
Het wielerseizoen 2016 stond voor Froome in het teken van twee belangrijke hoofddoelen: een derde zege in de Ronde van Frankrijk en een gouden medaille op de Olympische Spelen. Hij startte zijn seizoen in februari met het rijden van de Australische Herald Sun Tour. Deze ronde wist hij te winnen door in de laatste etappe zijn ploegmaat Peter Kennaugh uit de leiderstrui te rijden. In zijn volgende rittenkoersen, de Ronde van Catalonië en de Ronde van Romandië, had Froome het moeilijker. In Catalonië kwam hij wegens een matig vormpeil niet verder dan de achtste plaats, terwijl hij in Romandië te maken kreeg met pech; een lekke band tijdens de tweede etappe zorgde voor een verlies van 17 minuten op Nairo Quintana, waarmee hij kansloos werd voor de eindzege. Wel wist Froome de vierde etappe nog op zijn naam te schrijven door in de stromende regen solo boven te komen in Villars-sur-Ollon.

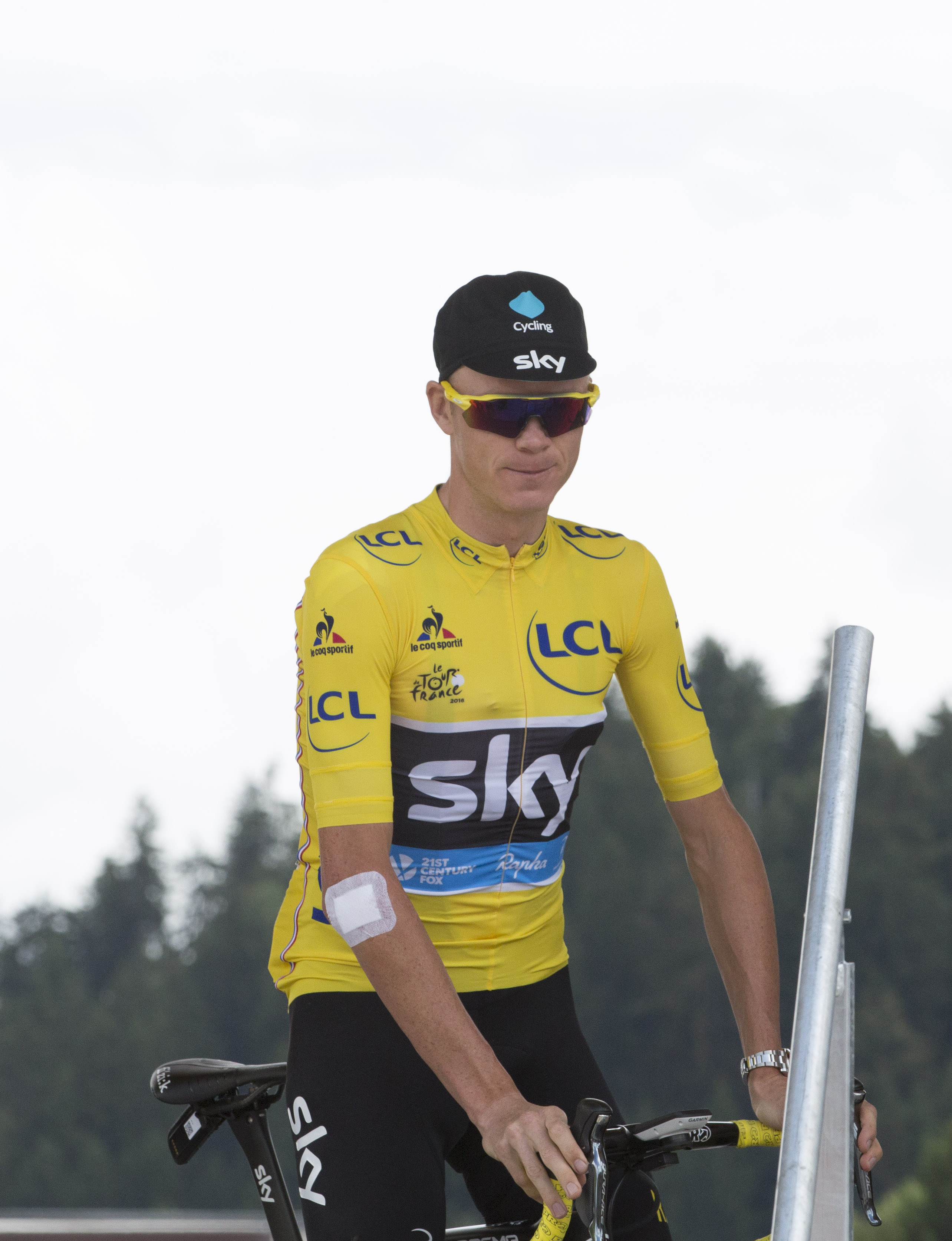
Froome in de gele trui tijdens de Tour van 2016

Als laatste voorbereiding op de Ronde van Frankrijk reed Froome, net als in de voorgaande jaren, het Critérium du Dauphiné. Hierin won hij de vijfde etappe en pleegde daarmee een machtsgreep op klassementsleider Alberto Contador. Uiteindelijk hield Froome aan het einde van de ronde nog 12 seconden over op Romain Bardet en won hij de koers voor de derde keer in vier jaar tijd.
De Ronde van Frankrijk kende voor Froome een rustige eerste week, waarin de klassementsrenners zich weinig lieten zien. Pas in de bergachtige achtste etappe barstte de strijd tussen hen los. Op de Peyresourde, de laatste col van de dag, zette Froome zijn concurrenten onder druk door samen met zijn ploegmaat Sergio Henao om de beurt te demarreren. Beiden kregen echter geen ruimte. Demarrages van Bardet en Quintana volgden, maar werden dankzij het snelle tempo van Team Sky geneutraliseerd. Op de top van de berg, met nog 15 kilometer te gaan naar finishplaats Luchon, plaatste Froome een verrassingsaanval. Hoewel afdalen tot dan toe niet bekend stond als zijn sterkste punt, wist hij bergaf afstand te nemen door op zijn bovenbuis te gaan zitten en tegelijkertijd bij te trappen. Met deze opzienbarende techniek kwam Froome als eerste beneden en bemachtigde hij naast de etappezege ook de gele trui. Het verschil met de rest van de klassementsrenners was 13 seconden. Hij kreeg na de finish nog wel een boete van 200 Zwitserse frank, omdat hij op de flanken van de Peyresourde een hinderende supporter had geslagen.
In de relatief vlakke elfde etappe won Froome nog wat extra tijd. Geholpen door de stevige wind wist hij, in het gezelschap van groenetruidrager Peter Sagan, in de slotfase uit het peloton te ontsnappen. Sagan troefde hem af in de sprint, maar Froome liep mede dankzij bonificaties wel nog eens 12 seconden uit in het algemeen klassement.
Het opmerkelijkste tafereel van deze Tour volgde in de twaalfde etappe naar Chalet Reynard, gelegen op de Mont Ventoux. Froome plaatste in de laatste kilometers met succes een aanval, waarop alleen BMC-kopman Richie Porte direct kon reageren. Later sloot ook Bauke Mollema aan. Het drietal sloeg een gat, maar werd tijdens de klim geconfronteerd met een talrijk publiek dat voor chaotische situaties zorgde. Toen de motor die voor de groep reed een plotselinge noodstop moest maken, was een valpartij onvermijdelijk. Porte botste op de motor en kreeg zijn medevluchters over zich heen. Terwijl Mollema relatief snel weer verder kon, bleek de fiets van Froome ernstig beschadigd. Enigszins in paniek besloot hij rennend zijn weg te vervolgen. Een eindje verder op de berg kreeg Froome een fiets van de neutrale wagen, maar deze bleek veel te klein waardoor hij er weinig mee opschoot. Vervolgens stond hij een korte poos wanhopig langs de kant te wachten op zijn ploegleider. Froome werd door het oponthoud ingehaald door vrijwel alle andere favorieten en kwam uiteindelijk, anderhalve minuut na Mollema, ontgoocheld over de meet. Hiermee verspeelde hij in eerste instantie zijn gele trui aan Adam Yates en zakte naar de zesde plaats in het klassement. De Tourorganisatie was echter coulant: die besloot het tijdverlies aan Froome kwijt te schelden en hem dezelfde tijd toe te kennen als Mollema, met wie hij samen was op het moment van het motorincident. Hierdoor behield Froome toch het geel en won hij zelfs nog tijd op zijn tegenstanders.
In de twee tijdritten van deze Tour presteerde Froome ijzersterk. In de dertiende etappe eindigde hij achter Tom Dumoulin op de tweede plaats en in de achttiende etappe was hij ook de Nederlander de baas en was hij de snelste. In beide etappes liep hij uit op al zijn concurrenten. In de negentiende etappe ontstond nog even consternatie toen Froome viel in de natte afdaling van de voorlaatste klim. Gehavend ging hij verder op de fiets van ploegmaat Geraint Thomas, waarmee hij de schade uiteindelijk beperkt hield. In de laatste bergrit, de twintigste etappe, ontstonden geen grote verschillen meer. Froome won zijn tweede Tour op rij en zijn derde in totaal. Het verschil met de als tweede geëindigde Bardet bedroeg 4'05". Froome droeg de winst op aan zijn zoon Kellan.

### Olympische Spelen 2016
In de wegwedstrijd op de Olympische Spelen in Rio de Janeiro werd Froome twaalfde, op bijna 3 minuten van winnaar Greg Van Avermaet. Vier dagen later reed Froome als een van de favorieten de individuele tijdrit. Hier behaalde hij, net als in 2012, de bronzen medaille. Hij eindigde één minuut en twee seconden achter winnaar Fabian Cancellara en vijftien seconden achter de nummer twee Tom Dumoulin.

### Ronde van Frankrijk 2017
Froome’s vierde en laatste overwinning was in 2017. Hij won geen enkele etappe of een eerdere wedstrijd in dat kalenderjaar. Hij zegevierde in Parijs dankzij zijn goede tijdritten.

### Ronde van Spanje 2017
In de Vuelta van 2017 won Froome twee etappes: de negende, een etappe in lijn door een heuvelachtig landschap, en de zestiende, een individuele tijdrit. Al in de derde etappe, een bergrit naar Andorra, had hij de leiderstrui van het algemeen klassement bemachtigd. Bij de finish van de Ronde in Madrid ging hij ook aan de leiding in het puntenklassement en het combinatieklassement.

### WK 2017
Op het WK van 2017 in het Noorse Bergen deed Froome mee aan de ploegentijdrit en de individuele tijdrit. Hij won in beide een bronzen medaille. Met Team Sky eindigde hij in de ploegentijdrit na winnaar Sunweb en nummer twee BMC. Een paar dagen later pakte hij in de individuele tijdrit het brons na winnaar Tom Dumoulin en de Sloveen Primož Roglič.

### Salbutamolaffaire
In december 2017, drie maanden na afloop van de Vuelta, werd bekend dat Froome positief had getest op een verboden middel. Na de achttiende etappe was in een urinestaal een te hoge waarde van salbutamol aangetroffen. Er was 2000 nanogram salbutamol per milliliter urine gevonden, terwijl de toegestane hoeveelheid slechts 1200 nanogram/milliliter urine is. Froome gebruikte dat middel naar eigen zeggen tegen astma en ontkende er te veel van genomen te hebben. De overtreding was niet ernstig genoeg voor een onmiddellijke schorsing. De zaak kwam vervolgens in handen van de antidopingafdeling van de wielerbond UCI, de Legal Anti-Doping Services (LADS).
Begin juli 2018, vijf dagen voor de start van de Tour de France 2018, liet de UCI weten geen stappen te ondernemen tegen Froome. Froome had gebruik gemaakt van de mogelijkheid om uitleg te verstrekken over de te hoge salbutamolwaarde. Het antidopingagentschap WADA concludeerde daarop dat het onder de door Froome genoemde omstandigheden (ziekte, hogere dosis van het middel dan normaal, patroon van schommelingen in urinewaarden) goed mogelijk was dat toegestaan gebruik van het middel (door inhaleren) tot een te hoge urinewaarde zou kunnen leiden. WADA zag er zodoende geen Adverse Analytical Finding in. WADA accepteerde ook dat Froome dat niet kon aantonen met een controlled pharmacokinetic study, een soort reconstructie die volgens het dopingreglement van WADA verplicht is. Een representatieve reconstructie van de omstandigheden waaronder de afwijking plaatsvond bleek onhaalbaar. De UCI besloot daarop Froome niet te straffen en de zaak te laten vallen.

### Ronde van Italië 2018
Ondanks de druk om uit de Ronde van Italië 2018 weg te blijven naar aanleiding van zijn afwijkende controle in de Ronde van Spanje 2017, startte Froome toch. In de voorbereiding op de openingstijdrit kwam hij ten val en zijn klassement leek weinig succesvol te worden voor deze Ronde van Italië. In etappe 14 toonde hij duidelijk herstel door op de Monte Zoncolan de etappewinst te pakken. Hij boekte enige tijdwinst op zijn concurrenten, maar moest zijn inspanning ogenschijnlijk de volgende dag bekopen met wederom tijdsverlies in het algemeen klassement. In etappe 19, de koninginnenrit, verraste hij zijn concurrenten door op de Colle delle Finestre weg te rijden en solo de etappe uit te rijden, waarbij hij onderweg nog drie bonificatiesecondes verdiende. Hij won de etappe met drie minuten voorsprong, veroverde de roze trui en de bergtrui. In de laatste etappes kwam zijn voorsprong niet meer in gevaar en behaalde hij de eindzege. Hij won eveneens het bergklassement.

### Ronde van Frankrijk 2018
Een week voor de start van de Ronde van Frankrijk 2018 kwam de Franse krant Le Monde te weten dat Tour-organisator ASO aan Team Sky had laten weten dat Froome geen startrecht zou krijgen naar aanleiding van zijn afwijkende controle tijdens de Vuelta 2017. De ASO baseerde zich op artikel 28 van het reglement van de internationale wielerbond UCI. Dat zegt dat de organisator “zich uitdrukkelijk het recht behoudt om een deelname te weigeren van een team of een van zijn leden wiens aanwezigheid het imago of de reputatie van ASO of het evenement zou kunnen schaden”. Nadat de UCI een dag later had gemeld Froome vrij te spreken, besloot de ASO dat Froome alsnog mocht starten.
Froome werd in deze Tour voorbijgestreefd door zijn ploeggenoot Geraint Thomas, die de ronde won. Froome haalde op de valreep het podium: door een goede prestatie in de afsluitende tijdrit duwde hij Primož Roglič van de derde plek.

### 2019-2020
In januari 2019 maakte Froome bekend dat hij zijn titel in de Ronde van Italië niet zal verdedigen. In plaats daarvan zou hij zich volledig toeleggen op de voorbereiding voor de Ronde van Frankrijk 2019. Tijdens de training voor de tijdrit in het Critérium du Dauphiné 2019 kwam hij hard ten val. Hij brak hierbij zijn rechterdijbeen, rechterelleboog, een heup en enkele ribben. Hierdoor moest hij een streep zetten door zijn deelname aan de Ronde van Frankrijk 2019. In februari 2020 maakte hij zijn rentree in de Ronde van de Verenigde Arabische Emiraten, die hij zonder noemenswaardige resultaten uitreed. Na de herstart van het wielerseizoen, na de gedwongen stop in verband met het coronavirus, reed Froome een aantal meerdaagse koersen. Zijn herstel bleek gezien de resultaten nog niet voltooid en daags voor de Ronde van Frankrijk 2020 werd bekend dat hij niet opgenomen was in de ploeg van Team Ineos voor deze koers. Wel zou hij starten in de Ronde van Spanje 2020, waar hij in dienst van Richard Carapaz reed. 

### 2021-heden
Voor 2021 werd Froome gecontracteerd door de Israëlische wielerploeg Israel Start-Up Nation, dat zich voor 2021 wilde versterken met een aantal grote namen. Froome was daar de eerste van. In zijn eerste seizoen bij Israel Start-Up Nation maakte Froome weinig indruk. Wel keerde hij na twee jaar afwezigheid terug in de Ronde van Frankrijk. Met een 133e plek werd Froome de laagst geklasseerde voormalige winnaar ooit. In 2022 bleven prestaties aanvankelijk wederom uit en stond een hernieuwde deelname aan de Ronde van Frankrijk ter discussie. De Brit nam toch deel en verraste met een derde plaats in de rit naar Alpe d'Huez. Na 17 etappes stond Froome op plek 26 in het algemeen klassement. Voor de achttiende etappe moest Froome de wedstrijd echter verlaten na een positieve test op COVID-19. In de Ronde van Spanje keerde Froome terug in koers, maar eindigde onopvallend op een 114e plek in het eindklassement zonder in een etappe bij de eerste 50 te finishen.

#### 2025
De ARD kwam voor de Tour de France van 2025 met het bericht dat er bij de ploeg INEOS Grenadiers een persoon actief was die in verband wordt gebracht met Operatie Aderlass, een dopingzaak. Deze persoon bleek David Rozman te zijn, een voormalig masseur van Froome en Bradley Wiggins.

## Palmares

### Overwinningen
2006
- Eindklassement Ronde van Mauritius

2007
- 5e etappe Giro delle Regioni
- 6e etappe Ronde van Japan
- Eindklassement Mi-Août en Bretagne

2009
- 2e etappe Ronde van de Kaap

2010
- Brits kampioenschap tijdrijden

2011
- 17e etappe Ronde van Spanje
- Eindklassement Ronde van Spanje
- Combinatieklassement Ronde van Spanje

Combinatieklassement Ronde van Spanje
- Eindklassement Ronde van Peking

2012
- 4de Eindklassement Critérium du Dauphiné
- 7e etappe Ronde van Frankrijk
- Ronde van Frankrijk
- Individuele tijdrit op de Olympische Spelen in Londen
- 4de Eindklassement Ronde van Spanje

2013
- 5e etappe Ronde van Oman
- Eindklassement Ronde van Oman
- Puntenklassement Ronde van Oman
- 4e etappe Tirreno-Adriatico
- Eindklassement Tirreno-Adriatico
- 3e etappe Internationaal Wegcriterium
- Eindklassement Internationaal Wegcriterium
- Proloog Ronde van Romandië
- Eindklassement Ronde van Romandië
- 5e etappe Critérium du Dauphiné
- Eindklassement Critérium du Dauphiné
- 8e etappe Ronde van Frankrijk
- 15e etappe Ronde van Frankrijk
- 17e etappe Ronde van Frankrijk (individuele tijdrit)
- Eindklassement Ronde van Frankrijk
- WK ploegentijdrit
- eindklassement UCI World Tour
- Vélo d'Or

2014
- 5e etappe Ronde van Oman
- Eindklassement Ronde van Oman
- 6de Eindklassement Ronde van Catalonië
- 5e etappe Ronde van Romandië (individuele tijdrit)
- Eindklassement Ronde van Romandië
- 1e etappe Critérium du Dauphiné (individuele tijdrit)
- 2e etappe Critérium du Dauphiné
- Puntenklassement Critérium du Dauphiné
- Eindklassement Ronde van Spanje
- Prijs van de superstrijdlust Ronde van Spanje

2015
- 4e etappe Ruta del Sol
- Eindklassement Ruta del Sol
- Puntenklassement Ruta del Sol
- 1e etappe Ronde van Romandië (ploegentijdrit)
- Eindklassement Ronde van Romandië
- 7e etappe Critérium du Dauphiné
- 8e etappe Critérium du Dauphiné
- Eindklassement Critérium du Dauphiné
- 10e etappe Ronde van Frankrijk
- Eindklassement Ronde van Frankrijk
- Bergklassement Ronde van Frankrijk
- Vélo d'Or

2016
- 4e etappe Herald Sun Tour
- Eindklassement Herald Sun Tour
- Bergklassement Herald Sun Tour
- 4e etappe Ronde van Romandië
- 5e etappe Critérium du Dauphiné
- Eindklassement Critérium du Dauphiné
- 8e etappe Ronde van Frankrijk
- 18e etappe Ronde van Frankrijk (individuele klimtijdrit)
- Eindklassement Ronde van Frankrijk
- Olympische Zomerspelen 2016 – Individuele tijdrit
- 11e etappe Ronde van Spanje 2016
- 19e etappe Ronde van Spanje (individuele tijdrit)
- eindklassement Ronde van Spanje
- eindklassement UCI World Tour

2017
- Eindklassement Ronde van Frankrijk
- 9e etappe Ronde van Spanje
- 16e etappe Ronde van Spanje (individuele tijdrit)
- Eindklassement Ronde van Spanje
- Puntenklassement Ronde van Spanje
- Combinatieklassement Ronde van Spanje
- WK ploegentijdrit
- WK individuele tijdrit
- Vélo d'Or
- eindklassement UCI World Tour

2018
- 14e etappe Ronde van Italië
- 19e etappe Ronde van Italië
- Eindklassement Ronde van Italië
- Bergklassement Ronde van Italië
- Eindklassement Ronde van Frankrijk

## Resultaten in voornaamste wedstrijden
| Jaar | Ronde van Italië | Ronde van Frankrijk | Ronde van Spanje |
| ---- | ---------------- | ------------------- | ---------------- |
| 2008 |                  | 84e                 |                  |
| 2009 | 34e              |                     |                  |
| 2010 | uitgesloten      |                     |                  |
| 2011 |                  |                     | ↑ (1)            |
| 2012 |                  | ↑ (1)               | 4e               |
| 2013 |                  | ↑ (3)               |                  |
| 2014 |                  | opgave              | ↑                |
| 2015 |                  | ↑ (1)               | opgave           |
| 2016 |                  | ↑ (2)               | ↑ (2)            |
| 2017 |                  | ↑                   | ↑ (2)            |
| 2018 | ↑ (2)            | ↑                   |                  |
| 2019 |                  |                     |                  |
| 2020 |                  |                     | 98e              |
| 2021 |                  | 133e                |                  |
| 2022 |                  | opgave              | 114e             |

| Jaar | Gent-Wevelgem | Parijs-Roubaix | Amstel Gold Race | Luik-Bast.‑Luik | Ronde van Lombardije | Waalse Pijl |  | WK op de weg |  | Wereldranglijsten |
| ---- | ------------- | -------------- | ---------------- | --------------- | -------------------- | ----------- |  | ------------ |  | ----------------- |
| 2008 | 121e          | opgave         | 139e             | 84e             |                      |             |  | opgave       |  |                   |
| 2009 |               |                |                  | 45e             |                      | 34e         |  | opgave       |  |                   |
| 2010 |               |                | 76e              | 138e            |                      | 118e        |  |              |  |                   |
| 2011 |               |                |                  |                 |                      |             |  | opgave       |  | 15e (UWT)         |
| 2012 |               |                |                  |                 |                      |             |  | opgave       |  | 7e (UWT)          |
| 2013 |               |                |                  | 36e             |                      |             |  | opgave       |  | (UWT)             |
| 2014 |               |                |                  |                 |                      |             |  | opgave       |  | 7e (UWT)          |
| 2015 |               |                |                  |                 |                      | 123e        |  |              |  | 6e (UWT)          |
| 2016 |               |                |                  | 112e            |                      |             |  |              |  | (UWT)             |
| 2017 |               |                |                  |                 |                      |             |  |              |  | (UWT)             |
| 2018 |               |                |                  |                 |                      |             |  |              |  | 9e (UWT)          |
| 2019 |               |                |                  |                 |                      |             |  |              |  |                   |
| 2020 |               |                |                  | opgave          |                      |             |  |              |  |                   |
| 2021 |               |                |                  |                 | opgave               |             |  |              |  |                   |
| 2022 |               |                |                  |                 |                      |             |  |              |  |                   |

### Resultaten in kleinere rondes
| Jaar | Tour Down Under | Tirreno-Adriatico | Ronde van Catalonië | Ronde van Romandië | Critérium du Dauphiné | Ronde van Zwitserland | Ronde van Polen | Eneco Tour | Ronde van Peking |
| ---- | --------------- | ----------------- | ------------------- | ------------------ | --------------------- | --------------------- | --------------- | ---------- | ---------------- |
| 2010 | 76e             |                   | 71e                 | opgave             |                       |                       |                 | 114e       |                  |
| 2011 |                 |                   | 62e                 | 15e                |                       | 47e                   | 85e             |            | ↑                |
| 2012 |                 |                   |                     | 123e               | 4e                    |                       |                 |            |                  |
| 2013 |                 | ↑ (1)             |                     | ↑ (1)              | ↑ (1)                 |                       |                 |            |                  |
| 2014 |                 |                   | 6e                  | ↑ (1)              | 12e (2)               |                       |                 |            |                  |
| 2015 |                 |                   | 71e                 | ↑                  | ↑ (2)                 |                       |                 |            |                  |
| 2016 |                 |                   | 8e                  | 38e (1)            | ↑ (1)                 |                       |                 |            |                  |
| 2017 |                 |                   | 30e                 | 18e                | 4e                    |                       |                 |            |                  |
| 2018 |                 | 34e               |                     |                    |                       |                       |                 |            |                  |
| 2019 |                 |                   | 94e                 |                    | opgave                |                       |                 |            |                  |
| 2020 |                 | 91e               |                     |                    | 71e                   |                       |                 |            |                  |
| 2021 |                 |                   | 81e                 | 96e                | 47e                   |                       |                 |            |                  |
| 2022 |                 |                   |                     | 65e                | opgave                |                       |                 |            |                  |
| 2023 | 117e            |                   |                     | 97e                |                       |                       |                 |            |                  |
| 2024 |                 | opgave            |                     |                    | 81e                   |                       |                 |            |                  |
| 2025 |                 |                   |                     |                    |                       | 97e                   | 68e             |            |                  |

(*) tussen haakjes aantal individuele etappe-overwinningen

## Ploegen
- 2007 –  Team Konica Minolta
- 2008 –  Team Barloworld
- 2009 –  Team Barloworld
- 2010 –  Sky Professional Cycling Team
- 2011 –  Sky ProCycling
- 2012 –  Sky ProCycling
- 2013 –  Sky ProCycling
- 2014 –  Team Sky
- 2015 –  Team Sky
- 2016 –  Team Sky
- 2017 –  Team Sky
- 2018 –  Team Sky
- 2019 –  Team INEOS[14]
- 2020 –  Team INEOS
- 2021 –  Israel Start-Up Nation
- 2022 –  Israel-Premier Tech
- 2023 –  Israel-Premier Tech
- 2024 –  Israel-Premier Tech
- 2025 –  Israel-Premier Tech

Wielerploegen van Chris Froome
Augustyn ·
Bellotti ·
Caccia ·
Calcagni ·
Cárdenas ·
Cheula ·
Cooke ·
Corti ·
Cummings ·
Dueñas ·
Froome ·
Gasparotto ·
Hunter ·
Impey ·
Longo Borghini ·
Pfannberger ·
Sabido ·
Scognamiglio ·
Soler ·
Thomas ·
Tanner (stagiair) 
Augustyn ·
Bellotti ·
Caccia ·
Calcagni ·
Cárdenas ·
Cheula ·
Corti ·
Cummings ·
Froome ·
Hunter ·
Impey ·
Longo Borghini ·
Merlo ·
Scognamiglio ·
Soler ·
Thomas
Arvesen ·
Augustyn ·
Barry ·
Boasson Hagen ·
Calzati ·
Carlström ·
Cioni ·
Cummings · 
Downing ·
Flecha ·
Froome ·
Gerrans ·
Hayman ·
Henderson ·
Kennaugh ·
Löfkvist ·
Nordhaug ·
Pauwels ·
Portal ·
Possoni ·
Stannard ·
Sutton ·
Swift ·
Thomas ·
Viganò ·
Wiggins
Appollonio ·
Arvesen ·
Augustyn ·
Barry ·
Boasson Hagen ·
Carlström ·
Cioni ·
Cummings · 
Downing ·
Dowsett ·
Flecha ·
Froome ·
Gerrans ·
Hayman ·
Henderson ·
Hunt ·
Kennaugh ·
Knees ·
Löfkvist ·
Nordhaug ·
Pauwels ·
Possoni ·
Rogers ·
Stannard ·
Sutton ·
Swift ·
Thomas ·
Urán ·
Wiggins ·
Zandio ·
Puccio (stagiair)
Appollonio ·
Barry ·
Boasson Hagen ·
Cavendish  ·
Eisel ·
Dowsett ·
Flecha ·
Froome ·
Henao ·
Hayman ·
Hunt ·
Kennaugh ·
Knees ·
Löfkvist ·
Nordhaug ·
Pate ·
Porte ·
Puccio ·
Rogers ·
Rowe ·
Siwtsow ·
Stannard ·
Sutton ·
Swift ·
Thomas ·
Urán ·
Wiggins ·
Zandio ·
Martinelli (stagiair) 
Boasson Hagen ·
Boswell ·
Cataldo ·
Dombrowski ·
Eisel ·
Edmondson ·
Froome ·
Henao ·
Hayman ·
Kennaugh ·
Kiryjenka ·
Knees ·
López ·
Pate ·
Porte ·
Puccio ·
Rasch ·
Rowe ·
Siwtsow ·
Stannard ·
Sutton ·
Swift ·
Thomas ·
Tiernan-Locke ·
Urán ·
Wiggins ·
Zandio
Boasson Hagen · Boswell · Cataldo · Deignan · Dombrowski · Earle · Edmondson · Eisel · Froome · Seb. Henao · Ser. Henao · Kennaugh · Kiryjenka · Knees · López · Nieve · Pate · Porte · Puccio · Rasch · Rowe · Siwtsow · Stannard · Sutton · Swift · Thomas · Tiernan-Locke · Wiggins   · Zandio
Boswell · Deignan · Earle · Eisel · Fenn · Froome · Seb.Henao · Ser.Henao · Kennaugh · Kiryjenka   · Knees · König · López · Nieve · Nordhaug · Pate · Poels · Porte · Puccio · Roche · Rowe · Siwtsow · Stannard · Sutton · Swift · Thomas · Viviani · Wiggins   (tot 12/04) · Zandio · Geoghegan Hart (stagiair) · Peters (stagiair)
Boswell · Deignan · Fenn · Froome · Gołaś · Seb.Henao · Ser.Henao · Intxausti · Kennaugh · Kiryjenka   · Knees · König · Kwiatkowski · Landa · López · Moscon · Nieve · Nordhaug · Peters · Poels · van Poppel · Puccio · Roche · Rowe · Stannard · Swift · Thomas · Viviani · Zandio · Doull (stagiair)
Boswell · Deignan · Dibben · Doull · Elissonde · Froome · Geoghegan Hart · Gołaś · Seb. Henao · Ser. Henao · Intxausti · Kennaugh · Kiryjenka · Knees · Kwiatkowski · Landa · López · Moscon · Nieve · Poels · van Poppel · Puccio · Rosa · Rowe · Stannard · Thomas · Viviani · Wiśniowski
van Baarle · Basso · Bernal · Castroviejo · de la Cruz · Deignan · Dibben · Doull · Elissonde · Froome · Geoghegan Hart · Gołaś · Halvorsen · Seb. Henao · Ser. Henao · Intxausti · Kiryjenka · Knees · Kwiatkowski · Lawless · López · Moscon · Poels · Puccio · Rosa · Rowe · Sivakov · Stannard · Thomas · Wiśniowski
van Baarle · Basso · Bernal · Castroviejo · de la Cruz · Doull · Dunbar · Elissonde · Froome · Ganna · Geoghegan Hart · Gołaś · Halvorsen · Seb. Henao · Kiryjenka · Knees · Kwiatkowski · Lawless · Moscon · Narváez · Poels · Puccio · Rosa · Rowe · Sivakov · Sosa · Stannard · Swift · Thomas
Amador · Basso · Bernal · Carapaz  · Castroviejo · Dennis   · Doull · Dunbar · Froome · Ganna   · Geoghegan Hart · Gołaś · Hayter · Henao · Kiryjenka (t/m 31 januari) · Knees · Kwiatkowski · Lawless · Moscon · Narváez · Puccio · Rivera · Rodriguez · Rowe · Sivakov · Sosa · Stannard · Swift · Thomas · Van Baarle · Wurf (vanaf 1 februari)
Barbier · Berwick · Bevin · Biermans · Boivin · Brändle · Cataford · Cimolai · De Marchi · Dowsett · Einhorn · Froome · Goldstein · Greipel · Hagen · Hermans · Hofstetter · Hollenstein · Impey · Jones vanaf 1 juli · Martin · Neilands · Niv · Piccoli · Renard · Sagiv · Vahtra · Van Asbroeck · Vanmarcke · Woods · Würtz Schmidt · Zabel
Barbier · Berwick · Bevin · Biermans · Boivin · Brändle · Cataford · Clarke · De Marchi · Dowsett · Einhorn · Froome · Fuglsang · Goldstein · Hagen · Hermans · Hollenstein · Houle · Impey · Jones · Neilands · Niv · Nizzolo · Piccoli · Sagiv (tot 3/8) · Strong · Teuns (vanaf 5/8) · Van Asbroeck · Vanmarcke · Woods · Würtz Schmidt · Zabel · Riccitello (stagiair)
2020 · 2021 · 2022 · 2023 · 2024 · 2025
Ávila · Badilatti · Barbier · Boivin · Brändle · Crisey · Cataford · Cimolai · Dempster · Dunne · Earle · Einhorn (vanaf 1-6) · Enger · Gebremedhin · O. Goldstein · R. Goldstein · Hermans · Jensen · Minali · Neilands · Niv · Perry · Plaza · Räim · Sagiv · Sbaragli · Schreurs · Turek · van Asbroeck · van Winden · Ben Mosche (stagiair) · Ovett (stagiair) · Renard (stagiair)
Badilatti · Barbier · Biermans · Boivin · Brändle · Cataford · Cimolai · Dowsett · Einhorn · Goldstein · Greipel · Hermans · Hofstetter · Hollenstein · Martin · McCabe · Navarro · Neilands · Niv · Piccoli · Politt · Räim · Renard · Sagiv · Schelling · Sutherland · Vahtra · Van Asbroeck · Würtz Schmidt · Zabel
Barbier · Berwick · Bevin · Biermans · Boivin · Brändle · Cataford · Cimolai · De Marchi · Dowsett · Einhorn · Froome · Goldstein · Greipel · Hagen · Hermans · Hofstetter · Hollenstein · Impey · Jones vanaf 1 juli · Martin · Neilands · Niv · Piccoli · Renard · Sagiv · Vahtra · Van Asbroeck · Vanmarcke · Woods · Würtz Schmidt · Zabel
Barbier · Berwick · Bevin · Biermans · Boivin · Brändle · Cataford · Clarke · De Marchi · Dowsett · Einhorn · Froome · Fuglsang · Goldstein · Hagen · Hermans · Hollenstein · Houle · Impey · Jones · Neilands · Niv · Nizzolo · Piccoli · Sagiv (tot 3/8) · Strong · Teuns (vanaf 5/8) · Van Asbroeck · Vanmarcke · Woods · Würtz Schmidt · Zabel · Riccitello (stagiair)
Berwick · Boivin · Clarke · Einhorn · Frigo · Froome · Fuglsang · Gee · Goldstein · Hermans · Hollenstein · Hollyman · Houle · Impey · Jones · Neilands · Nizzolo · Pozzovivo (vanaf 6/3) · Reynders · Riccitello · Sagiv · Schultz · Strong · Teuns · Van Asbroeck · Vanmarcke (tot 7/7) · Williams · Woods · Würtz Schmidt · Zabel · Gilmore (stagiair) · Sheehan (stagiair)
Ackermann · Bennett · Blackmore (vanaf 3/5) · Boivin · Clarke · Einhorn · Frigo · Froome · Fuglsang · Gee · Hofstetter · Hollyman · Houle · Kogut · Neilands · Pickrell · Raisberg · Riccitello · Sagiv · Schultz · Schwarzmann · Sheehan · Stewart · Strong · Teuns · Van Asbroeck · Vernon · Williams · Woods · Würtz Schmidt · Zabel (tot 2/5) · Brown (stagiair)
- Bibliothèque nationale de France: cb17089903g (data)
- Gemeinsame Normdatei: 1236679989
- International Standard Name Identifier: 0000 0004 2338 5652
- Library of Congress Control Number: nb2014005899
- Nationale Bibliotheek van Tsjechië: xx0251629
- Nationale Bibliotheek van Polen: a0000003189568
- Nederlandse Thesaurus van Auteursnamen: 363880410
- Système universitaire de documentation: 194671666
- Virtual International Authority File: 305858452
- WorldCat: E39PBJgRMYf4Vfx8fGfQfpmDbd